# Baśnie tysiąca i jednej nocy (serial animowany)
Baśnie tysiąca i jednej nocy / Baśnie z tysiąca i jednej nocy (fr. Les Mille et une nuits / Contes des 1001 nuits) – francuski serial animowany z 1993 roku. W Polsce został wydany na VHS. Serial jest inspirowany perskimi opowieściami o tej samej nazwie, odnaleźć w nim można wiele znanych postaci, takich jak Sindbad Żeglarz, Aladyn i Ali Baba.

## Wersja polska
Wersja wydana na VHS z polskim lektorem, którym był Maciej Gudowski.

## Lista odcinków
| N/o   | Polski tytuł                        | Francuski tytuł                          |
| ----- | ----------------------------------- | ---------------------------------------- |
|       |                                     |                                          |
|       |                                     |                                          |
| 01/01 | Abdullach z lądu, Abdullah z morza  | Abdallah de la terre, Abdallah de la mer |
|       |                                     |                                          |
| 02/02 |                                     | Aladin et la lampe magique               |
|       |                                     |                                          |
| 03/03 | Ali Baba i czterdziestu rozbójników | Ali Baba et les 40 voleurs               |
|       |                                     |                                          |
| 04/04 | Numan                               | La fille du nord - Nooman                |
|       |                                     |                                          |
| 06/05 | Hebanowy rumak                      | Le cheval d'ébène                        |
|       |                                     |                                          |
| 08/06 | Sinan i niezwyciężona Zubojda       | Sinan Pechette                           |
|       |                                     |                                          |
| /07   |                                     | Kamaralzaman et Sett Boudour             |
|       |                                     |                                          |
| 07/08 | Dżaudar                             | Jouder et le sac enchanté                |
| 10/09 | Hassan al Basari cz. 1              | Hassan al Bassri                         |
|       |                                     |                                          |
| /10   |                                     | Sinbad et la cornemuse enchantée         |
|       |                                     |                                          |
| /11   |                                     | Alya et les deux effrits                 |
|       |                                     |                                          |
| 09/12 | Sindbad i książę zmieniony w małpę  | Sinbad et le prince transformé en effrit |
|       |                                     |                                          |
| /13   |                                     | Le prince de marbre                      |
|       |                                     |                                          |
|       |                                     |                                          |

## Dubbing francuski
- Roger Carel – Ali Baba